# Korowino (rejon pawłowski)
Korowino (ros. Коровино) – wieś (dieriewnia) w Rosji, w obwodzie niżnonowogrodzkim, w rejonie pawłowskim. W 2010 liczyła 172 mieszkańców.